# Harri O'Connor
Pour les articles homonymes, voir O'Connor.
Pas d'image ? Cliquez ici

a Compétitions nationales et continentales officielles uniquement.

b Matchs officiels uniquement.
Dernière mise à jour le 4 novembre 2024.
Harri O'Connor, né le 25 octobre 2000 à Northallerton (Angleterre), est un joueur international gallois de rugby à XV jouant au poste de pilier droit aux Scarlets depuis 2021.

## Biographie

### Jeunesse et formation
Harri O'Connor naît le 25 octobre 2000 dans une famille galloise à Northallerton, en Angleterre. Il naît dans ce pays car son père y est affecté en tant que membre de la British Army. Du fait du métier de son père, il déménage beaucoup durant sa jeunesse et vit notamment en Allemagne, en Arabie saoudite puis à Dorchester, où il commence à jouer au rugby à XV. À l'âge de 15 ans, il rejoint le centre de formation de Bath Rugby, avant de partir pour le pays de Galles, étant repéré par le programme Wales Exiles. Dans son pays d'origine, il étudie au Llandovery College et rejoint le centre de formation des Scarlets.

### Carrière en club
Harri O'Connor joue son premier pour la première fois avec l'équipe senior des Scarlets en octobre 2020, lors d'un match amical contre les Dragons. Il est ensuite prêté au Nottingham RFC, en début d'année 2021, pour la seconde partie de saison 2020-2021 de Championship. Il fait ses débuts avec cette nouvelle équipe au mois de mars, entrant en jeu contre les Ealing Trailfinders.
Il joue son premier match officiel avec les Scarlets le 1er janvier 2022, lors de la neuvième journée de la saison 2021-2022 du United Rugby Championship, face aux Ospreys. Il est titularisé et les siens s'imposent 22 à 19.
En fin de saison 2023-2024, il prolonge son contrat avec son club formateur,.

### Carrière internationale
Harri O'Connor est sélectionné en équipe du pays de Galles des moins de 20 ans pour le Tournoi des Six Nations des moins de 20 ans 2020. Il joue trois matchs durant ce Tournoi, arrêté prématurément à cause de la pandémie de Covid-19.
En juin 2022, à seulement 21 ans, il est appelé pour la première fois de sa carrière en équipe du pays de Galles par Wayne Pivac, afin de remplacer Tomas Francis pour la tournée estivale en Afrique du Sud. À ce moment-là, O'Connor n'a joué que neuf matchs avec les Scarlets. Il ne participe toutefois à aucune rencontre de la tournée.
Un peu plus d'un an plus tard, au mois de novembre 2023, il est rappelé en sélection pour un match non-officiel contre les Barbarians et entre en jeu en cours de partie. Quelques mois après, en février 2024, il est de nouveau sélectionné avec le XV du Poireau, cette fois pour le Tournoi des Six Nations 2024. Il profite d'un gros manque de joueurs gallois au poste de pilier droit pour être appelé. En effet, Leon Brown et Archie Griffin sont blessés, et les joueurs comme Dillon Lewis, Tomas Francis et Henry Thomas ne sont pas sélectionnés car ils ont quitté le pays de Galles. Keiron Assiratti est alors le seul pilier droit international disponible. Harri O'Connor obtient sa première cape officielle lors de la dernière journée du Tournoi contre l'Italie lorsqu'il remplace Dillon Lewis en seconde période. Les Gallois sont battus 24 à 21 et récupèrent la cuillère de bois pour la première fois depuis 21 ans.
Il est ensuite sélectionné pour la tournée d'été 2024, durant laquelle il joue trois fois,.

## Palmarès
Néant